# Siegestaler
Ein Siegestaler ist eine Münze mit Nominal von einem Taler, die von einem siegreichen Staat als Erinnerung an dieses Ereignis herausgegeben wurde. 
Bis 1901 war die dt. Schreibweise -Thaler ab 1901 -  Taler. 
Üblicherweise werden die Gedenktaler auf den Sieg über Frankreich von 1871 im Deutsch-Französischen Krieg als Siegestaler bezeichnet. Folgende deutsche Staaten gaben damals Siegestaler (jeweils mit eigener Motivgestaltung) aus: 
- Bayern: Portrait Ludwigs II., Revers Viktoria mit Füllhorn, Auflage: 150.000 Exemplare
- Bremen: Stadtwappen, Revers Inschrift, Auflage: 61.000 Exemplare
- Preußen: Portrait Wilhelms I., Revers sitzende Germania/Borussia, Auflage: 880.000 Exemplare
- Sachsen: Portrait Johanns, Revers geflügelter Reiter, Auflage: 45.000 Exemplare
- Württemberg: Portrait Karls, Revers Engel, Auflage: 114.000 Exemplare

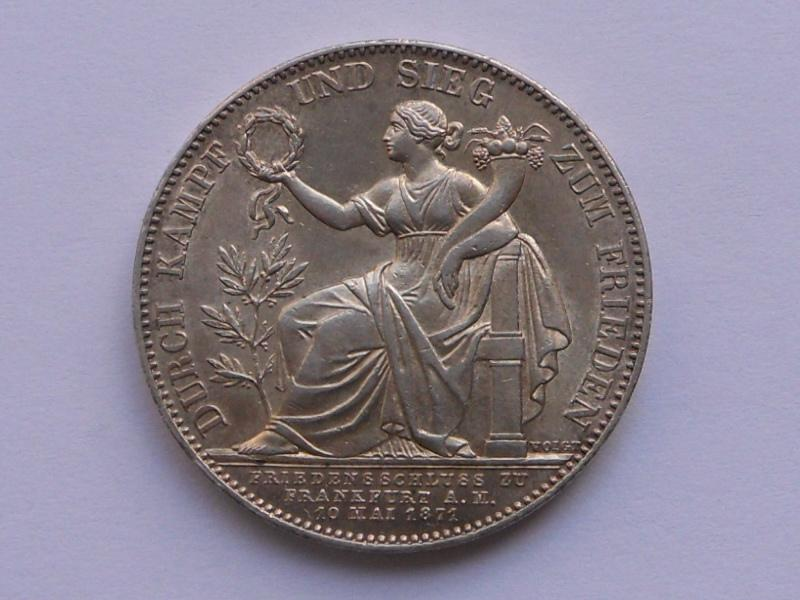
Bayern (Revers)
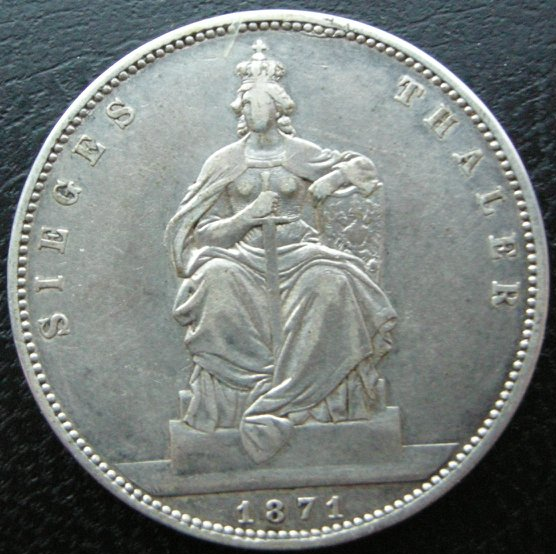
Preußen (Revers)
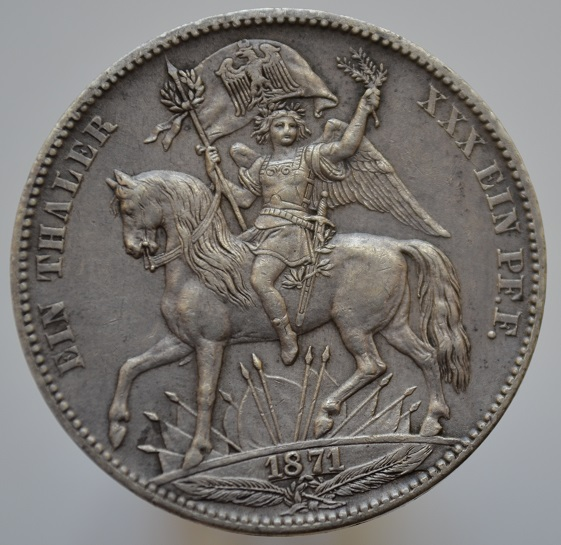
Sachsen (Revers)
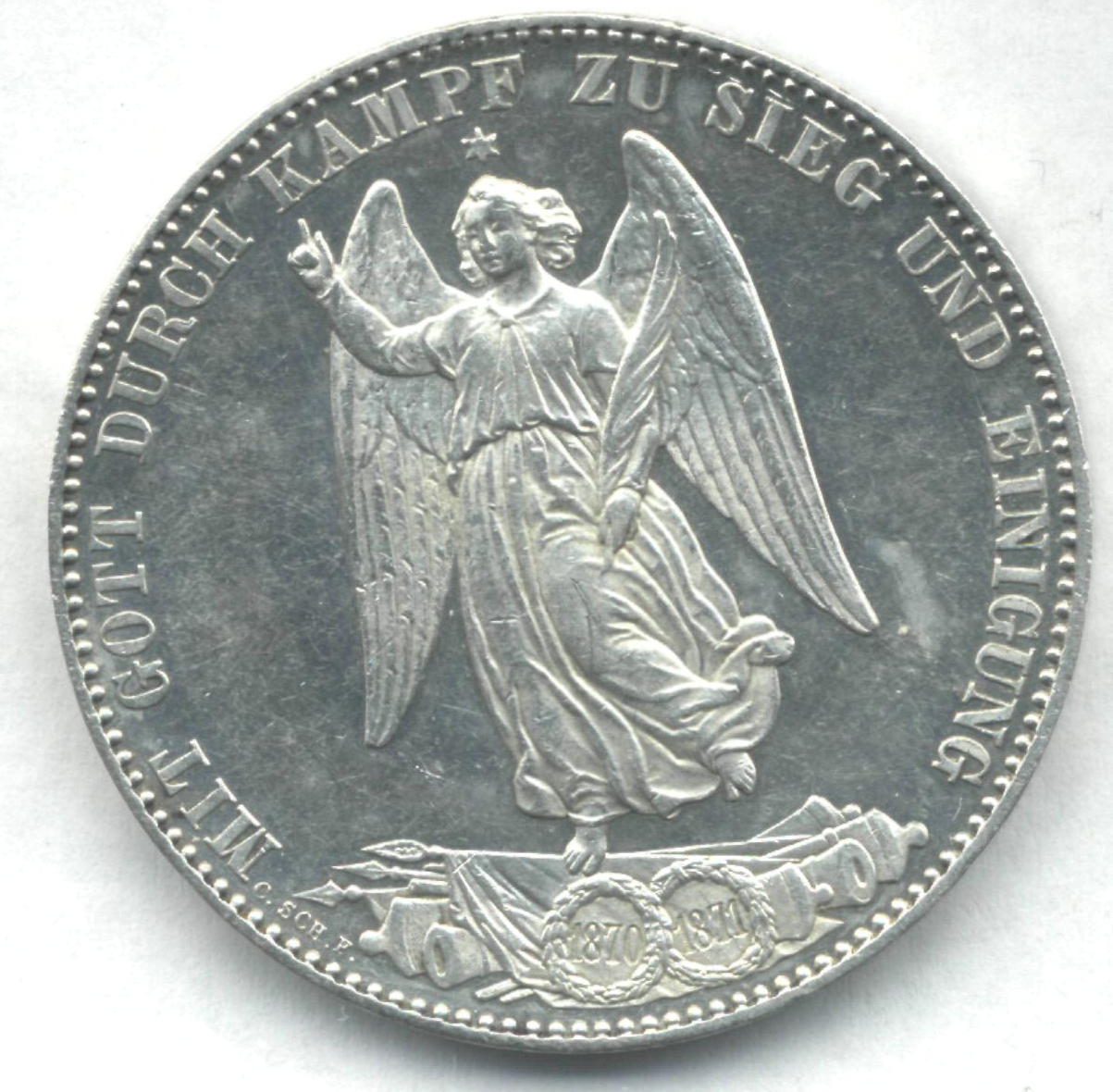
Württemberg (Revers)
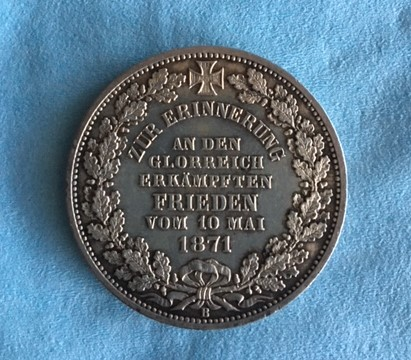
Bremen (Revers)